# El Rodeo, Argentina
El Rodeo är en ort i Argentina.   Den ligger i provinsen Catamarca, i den norra delen av landet, 1 000 km nordväst om huvudstaden Buenos Aires. El Rodeo ligger 1 296 meter över havet och antalet invånare är 1 083.
Terrängen runt El Rodeo är kuperad österut, men västerut är den bergig. Runt El Rodeo är det ganska glesbefolkat, med 48 invånare per kvadratkilometer.. El Rodeo är det största samhället i trakten. 
Trakten runt El Rodeo består i huvudsak av gräsmarker.